# Burgruine Altes Schloss
Die Burgruine Altes Schloss war eine Amtsburg des ausgehenden Hochmittelalters auf dem Schlossberg von Bad Berneck im oberfränkischen Landkreis Bayreuth in Bayern. Der hoch aufragende Bergfried ist das Wahrzeichen des Kurortes. Die Ruine der Höhenburg ist frei zugänglich.

## Geographische Lage
Oberhalb des Marktplatzes in der Oberstadt des Kneipp-Heilbades Bad Berneck überragt auf 442 m ü. NN der Bergfried des Alten Schlosses die umliegenden Häuser. Im Westen steigt am Fuße der Burg die Trasse der Altstraße Via Imperii auf die Hochfläche. Ein gebührenfreier Parkplatz befindet sich am Ortseingang von Berneck an der ehemaligen B 2 (Parkplatz am Anger, von dort 15 Minuten Fußweg). Die Naturbühne der Stadt befindet sich nördlich direkt unterhalb der Burgruine.
Ein Besuch der Ruine lässt sich mit einer Besichtigung der Burgruine Hohenberneck und der Marienkapelle wenige Meter oberhalb des Alten Schlosses sowie der Turmburg Alt-Berneck am Ausgang des Kurparks verbinden.

## Geschichte der Burg

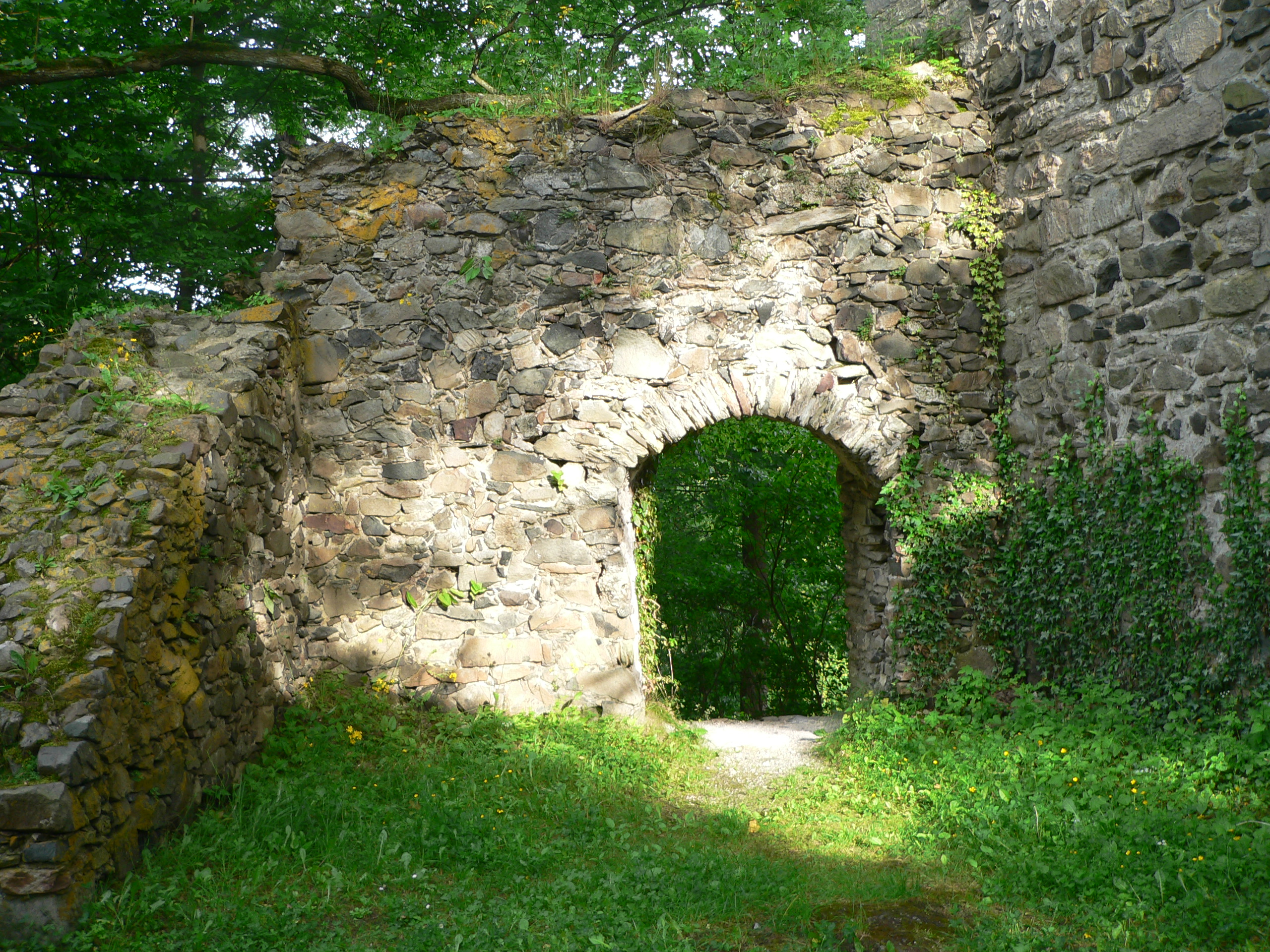
Inneres Burgtor – Ostseite

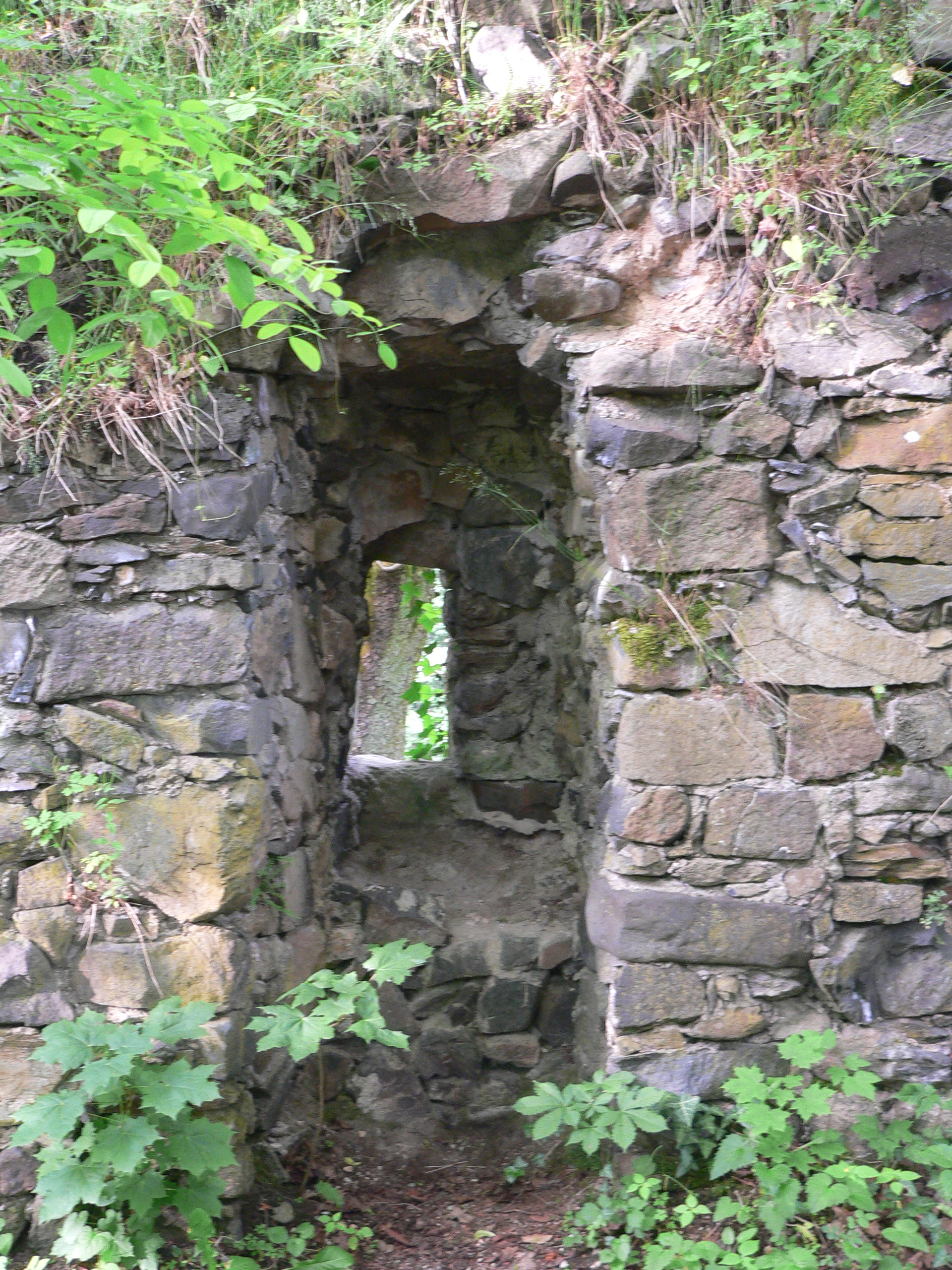
Schießkammer auf der Nordseite des Palas

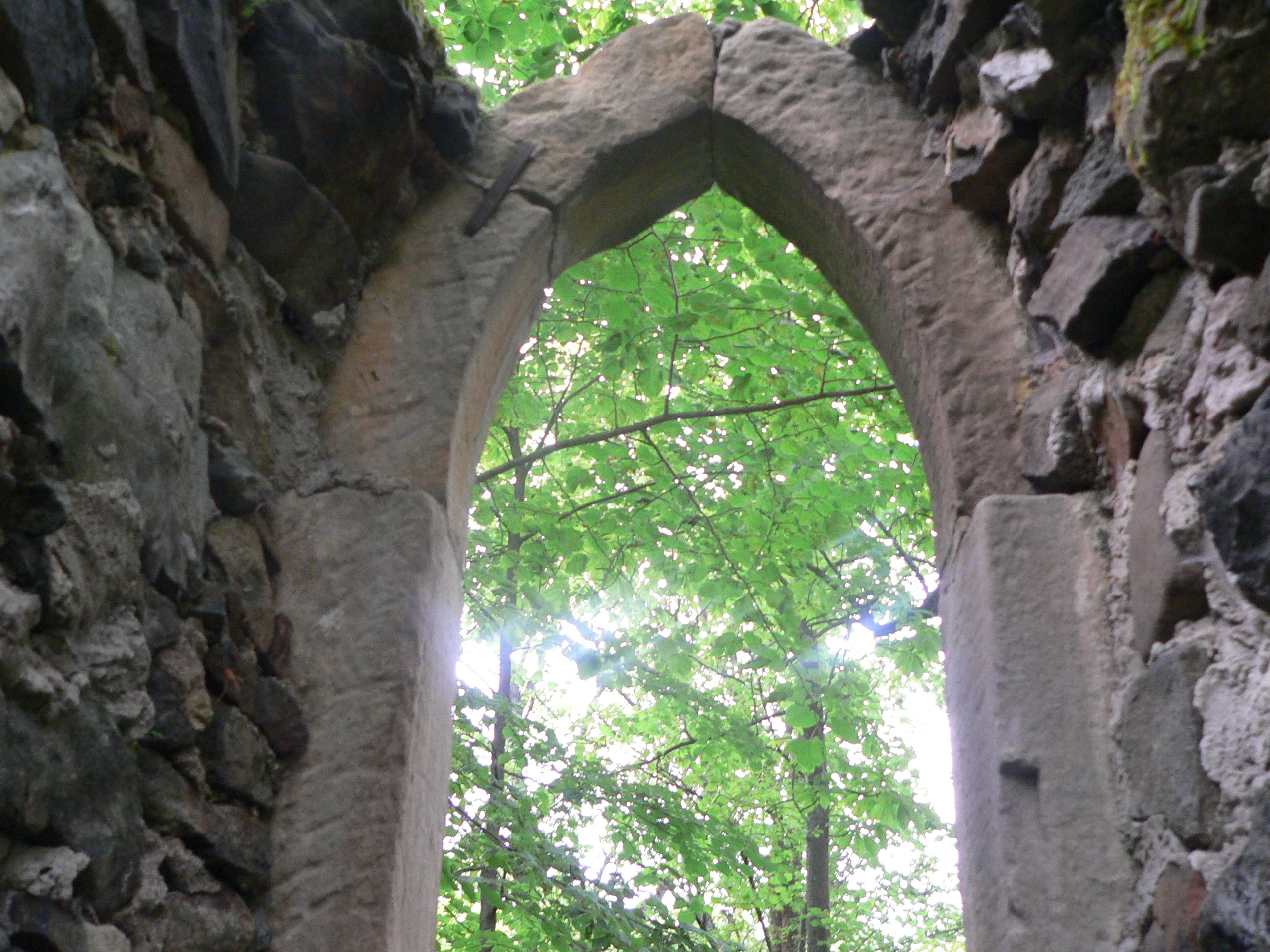
Das gotische Fenster auf der Nordseite des Palas

### Das Walpoten-Vorspiel
Im Jahr 1168 nannte sich mit dem Walpoten Uodalrich II. erstmals ein edelfreies Geschlecht nach Berneck. Es ist also bereits zu dieser Zeit mit einem adligen Ansitz zu rechnen. Diese Walpotenburg ist jedoch nicht, wie oftmals angenommen, identisch mit dem Alten Schloss, sondern oberhalb des Alten Schlosses auf der Stelle der späteren Burg Hohenberneck zu lokalisieren (siehe Kunstmann). Die Gründung der Burg war für die Walpoten etwas unglücklich, da sie widerrechtlich auf dem Grund des Bamberger Stifts Sankt Jakob errichtet wurde. 1177, im Jahr der Ernennung des ersten andechs-meranischen Fürstbischofs Poppo I., musste die Walpotenburg von Uodalrich II. vom Bistum Bamberg zu Lehen genommen werden. Die letztmalige Nennung eines Walpoten in Berneck wird in das Jahr 1203 datiert.

### Die Andechs-Meranier
Da sich die Burg in der Erbmasse des 1248 mit Herzog Otto VIII. von Meranien ausgestorbenen Geschlechtes der Andechs-Meranier befand, muss mit einem Übergang des walpotischen Besitzes auf die Andechs-Meranier in den Jahren zwischen 1203 und 1248 gerechnet werden. Der andechs-meranische Besitz wurde jedoch nicht von der alten Walpotenburg aus verwaltet, denn im Jahr 1251 wurde der Burgstall, also der Ort der abgegangenen Walpotenburg, vom Bamberger Bistum an die Nürnberger Burggrafen zu Lehen gegeben. Die alte Walpotenburg war zu diesem Zeitpunkt bereits abgegangen. Das Alte Schloss wurde demnach zwischen 1203 und 1248 erbaut.

### Die Orlamünder
1260 erhielten die Orlamünder durch den Langenstadter Spruch, der die Erbstreitigkeiten bezüglich des meranischen Erbes abschließend regelte, neben der Plassenburg, Trebgast, Wirsberg und Goldkronach auch Berneck. 1338 war der orlamündische Besitz aufgeteilt auf Kunigunde von Orlamünde auf der Kulmbacher Plassenburg und deren Schwester Podika in Berneck. In diesem Jahre vermachte Kunigunde den Besitz dem Burggrafen von Nürnberg, im Jahre 1341 verzichtete auch Podika auf ihre Rechte am orlamündischen Besitz.

### Die Burggrafen von Nürnberg
Die Burg und die Stadt wurden 1357 Witwensitz für Elisabeth, die Frau des Burggrafen Johann erklärt. 1430 wurde die Stadt Berneck von den Hussiten verwüstet, eine Zerstörung der Burg ist nicht belegt, jedoch wahrscheinlich. 1431 wurde die Burg mit Küche, Kammer, Stube und einem Zwinger erweitert. Dies geht aus dem einzigen den Baubestand der Burg betreffenden Beleg hervor. 1406 bis 1477 wurden unter anderem Burg und Amt an Arnold und Johann von Wallenrode „amtmannsweise“ verpfändet. 1501 wurde der Amtssitz auf die neu erbaute Burg Neuwallenrode, das spätere Hohenberneck, verlegt. Das Alte Schloss verfiel. 1536 wurde im Landbuch des Amtes Berneck erwähnt, dass das Alte Schloss aufgrund des schadhaften Daches großen Schaden erlitten hatte. Der Abgang der Burg bald darauf ist wahrscheinlich.

## Baubestand

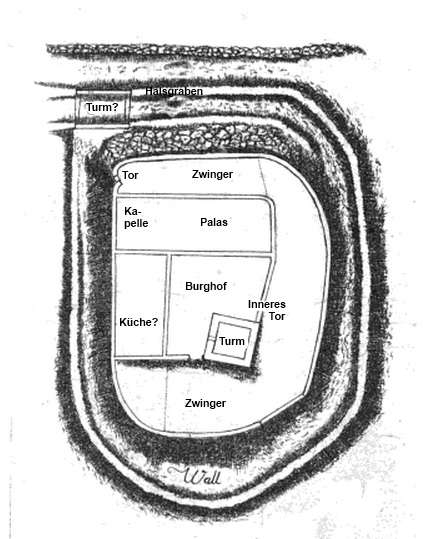
Grundriss der Ruine

Die mit etwa 28 × 22 Meter vergleichsweise kleine Burganlage war mit einem umlaufenden Graben und einem Halsgraben gesichert. Der Graben wurde zugeschüttet und als Grünanlage umgestaltet. Der alte Halsgraben des Schlosses diente lange Zeit der Romantikbühne als Orchestergraben. Der Eingang zur Burg befand sich früher erhöht an der Nordwestecke des 1431 errichteten Zwingers, der Altstraße zugewandt. Den Eingang sicherte zusätzlich ein Bauwerk, das Helfrecht als „Burghut“ bezeichnete. Es dürfte sich hierbei um einen Turm gehandelt haben. Mauerreste von diesem Bauwerk stehen noch in der Verlängerung der neuzeitlichen Kulisse der Romantikbühne. Bei der Kulisse selbst handelt es sich trotz des Diabas-Bruchsteinmauerwerks nicht um originäres Mauerwerk der Burganlage.
Der Eingang zum inneren Burghof befindet sich, ebenfalls erhöht, auf der Ostseite neben dem Bergfried. Dieser ist äußerlich gut erhalten, wurde jedoch im Jahre 1818 aufgestockt und mit dem Glockenwerk des alten Rathauses versehen. Der ursprüngliche Eingang zum Turm befindet sich ebenfalls erhöht auf der Westseite des Turmes. Der heutige Eingang wurde erst 1818 geschaffen. Im Inneren sind noch deutlich zwei gewölbte Stockwerke zu erkennen.
Der Palas auf der Nordseite besitzt zwei Schießkammern, wobei die linke, westliche besonders gut erhalten ist. Der Schießkammer schließt sich links ein gotisches Fenster an. Dieses Fenster ist jedoch nicht Teil des ursprünglichen Baubestands, sondern entstammt wahrscheinlich dem in der 1. Hälfte des 19. Jahrhunderts abgerissenen gotischen Vorgängerbau der heutigen klassizistischen Pfarrkirche. Nach Helfrecht befand sich an der Südwestseite des Bauwerkes ein weiteres Gebäude, von dem sich lediglich die Ostseite erhalten hat. Es könnte sich dabei um die 1431 gebaute Küche handeln.
Der Kartograph Johann Christoph Stierlein stellte 1816 eine sehr präzise Karte des Burgbereichs mit dem noch vorhandenen Bestand fertig.

## Erhaltung der Burg
2011 ging ein Teilbereich des Mauerwerks am westlichen Eingang ab. 2012 wurde eine Bauforschung durchgeführt um die weiteren Maßnahmen bestimmen zu können. 2018 konnte der teilweise einsturzgefährdete Nordwestteil der Burg mithilfe des örtlichen Fördervereins saniert werden. Weitere Maßnahmen wurden vorerst zurückgestellt, da derzeit die Sanierungsarbeiten auf der oberhalb gelegenen Burgruine Burgruine Hohenberneck durchgeführt werden und Arbeiten an der Marienkapelle anstehen.